# Чирков, Михаил Владимирович
Михаил Владимирович Чирков (род. 7 сентября 1954, Ирша, Рыбинский район, Красноярский край, РСФСР, СССР) — казахстанский политический деятель, депутат Мажилиса Парламента Республики Казахстан VI созыва (2016—2021).

## Биография
1977—1979 гг. — корреспондент газет «Горняцкая правда» и «Звезда Прииртышья».
1980—1981 гг. — матрос Корсаковской базы океанического рыболовства.
1981 г. — корреспондент газеты «Целиноградская правда».
1981—1985 гг. — корреспондент, заведующий отделом редакции газеты «Звезда Прииртышья».
1985—1990 гг. — собкор по Павлодарской области, заведующий отделом, заместитель главного редактора КазТАГ.
1990—1994 гг. — консультант, референт, консультант пресс-службы Аппарата президента и Кабинета министров Казахстана.
1994—1995 гг. — руководитель пресс-службы Кабинета министров Казахстана.
1995—1997 гг. — консультант пресс-службы президента Казахстана.
1997—2003 гг. — заведуюший сектором, руководитель информационно-аналитической группы — заместитель руководителя, главный инспектор аппарата акима города Астаны.
2003—2004 гг. — советник министра, начальник отдела, пресс-секретарь Министерства индустрии и торговли Казахстана.
Сентябрь — декабрь 2006 года — заместитель руководителя аппарата Республиканского общественного штаба в поддержку кандидата на пост президента Казахстана Нурсултана Назарбаева.
2005—2008 гг. — главный эксперт секретариата руководителя Администрации президента Казахстана.
2008 г. — советник первого заместителя председателя Народно-демократической партии «Нур Отан».
2008—2009 гг. — советник посольства Казахстана в России.
2009—2014 гг. — начальник департамента по работе со СМИ и связи с общественностью Министерства обороны Казахстана.
Июнь — декабрь 2014 года — заведующий секретариатом государственного секретаря Казахстана.
Декабрь 2014 — март 2016 — советник акима города Астаны.
С августа 2007 года по январь 2021 года — депутат Мажилиса Парламента Республики Казахстан VI созыва от партии «Нур Отан», член Комитета по международным делам, обороне и безопасности.

## Награды
- Орден «Курмет».
- Медаль «За трудовое отличие».
- Нагрудный знак «Отличник государственной службы».
- Лучший корреспондент Советского Союза в системе ТАСС (1986).
- Медаль «МПА СНГ. 25 лет» (27 марта 2017 года, Межпарламентская ассамблея СНГ) — за заслуги в деле развития и укрепления парламентаризма, за вклад в развитие и совершенствование правовых основ функционирования Содружества Независимых Государств, укрепление международных связей и межпарламентского сотрудничества[3].
- Почётная грамота Совета МПА СНГ (13 октября 2017 года, Межпарламентская ассамблея СНГ) — за активное участие в деятельности Межпарламентской Ассамблеи и её органов, вклад в укрепление дружбы между народами государств — участников Содружества Независимых Государств[4].